# Mordant (ornement)
Pour les articles homonymes, voir Mordant.

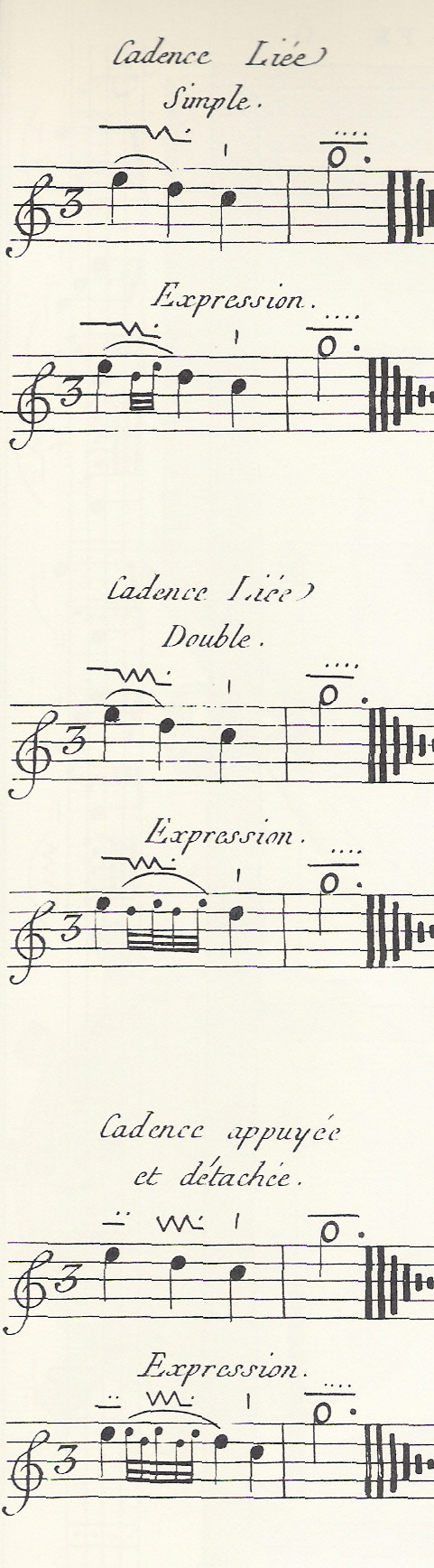
Exécution des "cadences" (mordants avec la note supérieure).

Dans la musique tonale occidentale, un mordant est un ornement mélodique prenant la forme d'un battement rapide entre la note principale (la note écrite) et la note supérieure ou inférieure. À l'époque baroque, on parlera d'un pincé s'il s'agit de réaliser un battement entre la note principale et la note inférieure, et d'un tremblement ou d'une cadence entre la note principale et la note supérieure (et l'on démarre fréquemment de la note supérieure).
À l'instar du trille ou de l'appoggiature, il peut être altéré. Il est indiqué soit par des petites notes, soit par un signe spécial (voir exemple ci-dessous). 
- Exemple : un mordant supérieure puis un mordant inférieur et un mordant inférieur avec altération précisée.

L'exécution des mordants n'est pas fixée. Elle dépend beaucoup de l'époque et du compositeur. Celle proposée dans l'exemple ci-dessus convient pour la période romantique, tous compositeurs confondus. 
Aux XVIIe et XVIIIe siècles, l'exécution varie notamment dans le rythme, la note initiale, la longueur et l'articulation. La plupart des compositeurs fournissent, dans l'avant-propos de leurs compositions, une table d'exécution des ornements.
En 1778, Dom François Bédos de Celles détaille, dans son traité intitulé l'art de Facteur d'orgues (planches CV à CXIII), l'intégralité des ornements et leur exécution.
Dans les pièces célèbres commençant par un mordant, citons la Toccata et fugue en ré mineur de Jean-Sébastien Bach et le menuet op. 11, no 5 de Luigi Boccherini.